# Magneto (postać fikcyjna)

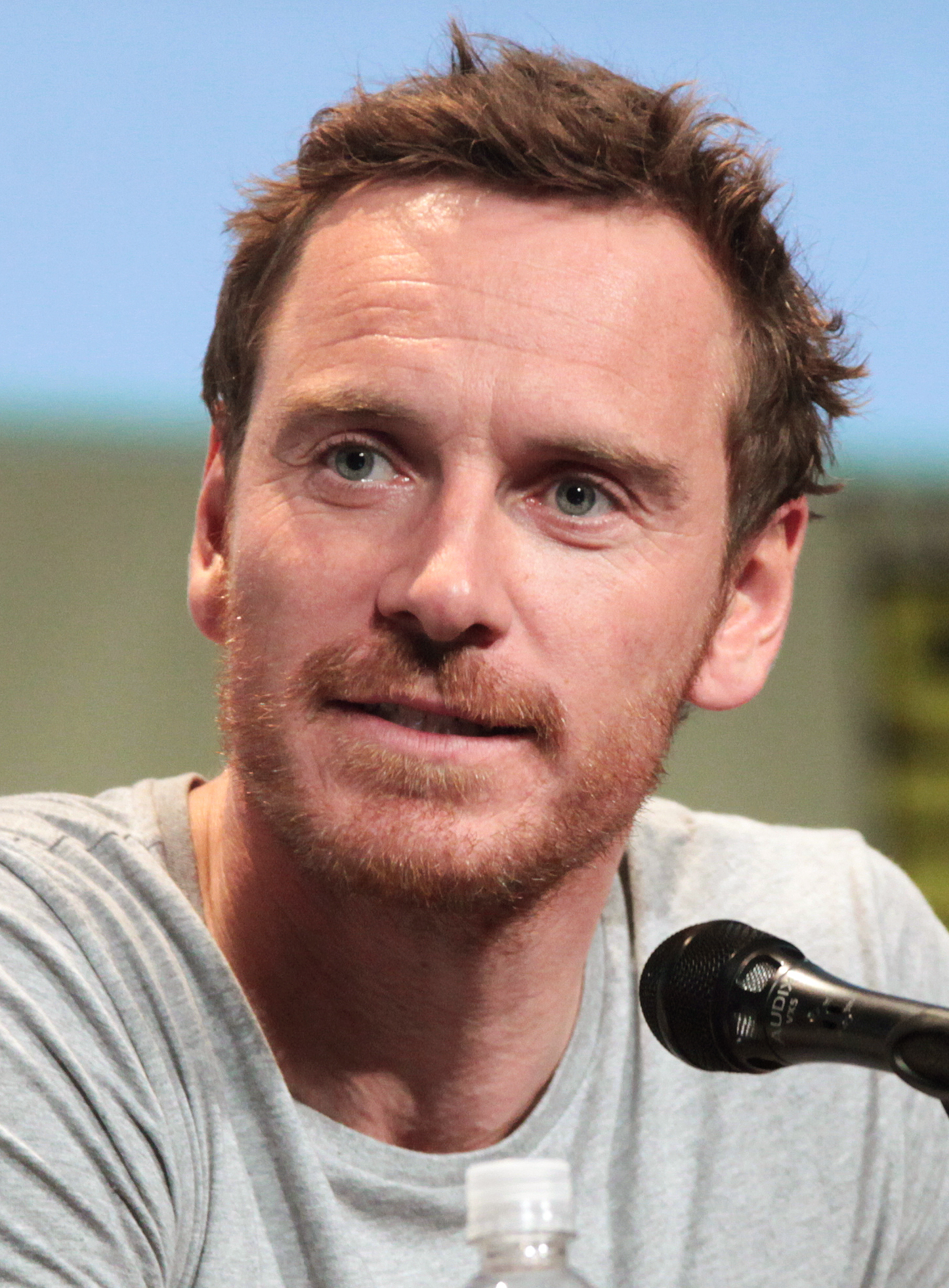
Michael Fassbender, drugi z odtwórców roli Magneto

Magneto – fikcyjna postać (złoczyńca, bądź antybohater), znany z komiksów o przygodach X-Menów, wydawanych przez Marvel Comics, oraz wszelkich adaptacji bazujących na tych komiksach. Autorami postaci byli scenarzysta Stan Lee i rysownik Jack Kirby, Magneto zadebiutował w magazynie X-Men vol. #1 (wrzesień 1963). Jego wczesna historia porównywana jest do działalności radykalnego przywódcy ruchu afroamerykańskiego, znanego jako Malcolm X, a także rabina i żydowskiego prawicowego ekstremisty – Meira Kahane.

## Życiorys
Magneto jest z pochodzenia niemieckim Żydem o nazwisku Max Eisenhardt (w niektórych komiksach i wersjach filmowych znany jest jako Eric Lensherr), który urodził się mutantem z mocą generowania i kontroli pola magetycznego (magnetokineza). W wyniku prześladowań ze strony hitlerowców, jego rodzina wyemigrowała do Polski. W czasie okupacji niemieckiej stał się więźniem obozu koncentracyjnego Auschwitz-Birkenau. Doświadczenia holocaustu, a później dyskryminacja z faktu bycia mutantem popchnęły go do założenia ekstremistycznej organizacji mutantów o nazwie Brotherhood of Mutants (pol. Bractwo Mutantów), oryginalnie zwanej Brotherhood of Evil Mutants (pol. Bractwo Złych Mutantów). Jako przywódca Brotherhood of Mutants stał się największym wrogiem kierowanej przez Profesora X (Charlesa Xaviera) grupy X-Menów. Jego ugrupowanie stawia sobie za cel obronę praw mutantów, którzy w mniemaniu Magneto nigdy nie zostaną zaakceptowani przez ludzkość, co tym samym zmusza ludzi obdarzonych nadprzyrodzonymi mocami do walki zbrojnej i ich supremacji. Ta radykalna ideologia stoi w opozycji do propagowanej przez Profesora X i jego instytut idei koegzystencji ludzi i mutantów. Z poznaną w obozie Romką o imieniu Magda miał dwie córki, Anyę (nie żyje), Wandę Maximoff (znaną pod pseudonimem Scarlet Witch) i syna Pietro Maximoffa (znanego pod pseudonimem Quicksilver). Ma także córkę Lornę Dane (znaną pod pseudonimem Polaris) – jej matką była Susanna Dane.

## Ekranizacje
Postać gościła również w filmach fabularnych, serialach animowanych i grach komputerowych, przeważnie bazujących na komiksach Marvel Comics o przygodach X-Menów. Brytyjski aktor sir Ian McKellen wcielał się wielokrotnie w tę postać w serii filmów, zapoczątkowanej obrazem X-Men z 2000 roku. W rolę młodego Erika Lensherra/Magneto wcielił się irlandzki aktor Michael Fassbender w filmie X-Men: Pierwsza klasa (X-Men: First Class) z 2011 roku, oraz w jego kontynuacji X-Men: Przeszłość, która nadejdzie (X-Men: Days of Future Past) z 2014 roku. W serialu animowanym X-Men (X-Men: The Animated Series) z lat 1992–1997 głosu Magneto użyczył David Hemblen (w polskiej wersji językowej Paweł Szczesny). W serialu animowanym X-Men: Ewolucja (X-Men: Evolution) z lat 2000–2003 głosu użyczył mu Christopher Judge (w polskiej wersji językowej Jacek Mikołajczak).

## Odbiór postaci
Magneto jest jednym z najbardziej rozpoznawalnych superzłoczyńców Marvel Comics. Amerykański portal internetowy IGN uznał Magneto największym komiksowym złoczyńcą (spośród 100 postaci). Natomiast w zestawieniu 50 najlepszych postaci komiksowych magazynu filmowego Empire zajął on 9 miejsce